# Равенна (футбольный клуб)
«Равенна» — итальянский футбольный клуб из одноимённого города, выступающий в Серии С1, третьем по силе дивизионе чемпионата Италии. Основан в 1913 году. Домашние матчи проводит на стадионе «Бруно Бенелли», вмещающем 9 500 зрителей. «Равенна» никогда в своей истории не поднимался в Серию А, лучшим достижением клуба в Серии Б стало 8-е место в сезоне 1996/97.

## Сезон 2017-18

### Серия С
| 1 круг                     | 2 круг                     |
| -------------------------- | -------------------------- |
| Равенна 1-0 Фермана        | Фермана 0-0 Равенна        |
| Бассано Виртус 2-1 Равенна | Равенна 1-2 Бассано Виртус |
| Равенна 1-5 Триестина      | Триестина 1-1 Равенна      |
| Терамо 3-2 Равенна         | Равенна 1-1 Терамо         |
| Равенна - Модена           | Модена - Равенна           |
| Фано 0-1 Равенна           | Равенна 1-2 Фано           |
| Равенна 0-2 Падова         | Падова 2-0 Равенна         |
| Порденоне 2-1 Равенна      | Равенна 1-0 Порденоне      |
| Равенна 0-1 Фералписало    | Фералписало 0-1 Равенна    |
| Равенна 0-1 Альбинолеффе   | Альбинолеффе 0-1 Равенна   |
| Местре 0-0 Равенна         | Равенна 2-1 Местре         |
| Губбио 0-1 Равенна         | Равенна 1-0 Губбио         |
| Равенна 1-2 Самбенедеттезе | Самбенедеттезе 2-1 Равенна |
| Реджиана 3-0 Равенна       | Равенна 1-2 Реджиана       |
| Равенна 1-0 Ренате         | Ренате 0-0 Равенна         |
| Виртус Виченца 0-2 Равенна | Равенна 2-0 Виченца Виртус |
| Зюдтироль 0-0 Равенна      | Равенна 1-2 Зюдтироль      |
| Равенна 3-1 Сантраканджело | Сантраканджело 1-1 Равенна |

### Коппа Италия Серие С
| Группа С                   |
| -------------------------- |
| Равенна 3-0 Сантраканджело |
| Фано 0-0 Равенна           |

## Известные игроки
- Жильбер Бодар
- Красимир Чомаков
- Кристиан Вьери
- Алекс Кальдерони
- Джионата Мингоцци
- Давид Сантон
- Андреа Силенци
- Франческо Тольдо
- Макс Тонетто
- Стефано Торризи
- Марк Юлиано
- Альбер Мейонг
- Энцо Кончина
- Мохаммед Алию

## Известные тренеры
- Дьюла Женгеллер
- Франческо Гвидолин
- Луиджи Дельнери
- Джованни Кампари
- Вальтер Новеллино